# Hakim Bey
Hakim Bey (født Peter Lamborn Wilson 1945, død 22. maj 2022) var en amerikansk politisk forfatter, essayist, og poet, kendt for først at have introduceret konceptet om den Temporært Autonome Zone (TAZ), baseret på en historisk gennemgang af piratutopier.